# Camponotus inflatus
Camponotus inflatus, còn được gọi là kiến mật Úc hay kiến mật đen, là một loài kiến thợ mộc bản địa của Úc. Những con kiến thợ của loài này làm công việc thu thập như những con kiến mật; thổ dân Úc theo truyền thống dùng mật do loài kiến này thu thập làm thức ăn. Chúng có nhiều tên gọi trong ngôn ngữ của thổ dân Úc như "Wuukurta" hay "Yarumpa", và được coi là một món ngon địa phương.

## Mô tả
C. inflatus là một phần của chi Camponotus, một chi đa dạng phân bố trên toàn cầu bao gồm hơn 1.500 loài thường được gọi là kiến thợ mộc hoặc kiến đường. Chính loài này là một phần của phân chi kiến thợ mộc đầu bao nhỏ Myrmophyma. Kiến thợ có kích thước từ 5 đến 8 mm, nhưng khi thu thập thức ăn chúng có thể phình to tới 17 mm. Kích thước của kiến chúa và kiến đực chưa được mô tả, nhưng đặc điểm vật lý của chúng đã được Lubbock mô tả vào năm 1896. Chúng có màu đen với chân và râu mang màu sắc nhạt hơn. Lối vào tổ của chúng không có gò đất xung quanh, rộng 0,25 inch (0,64 cm) và sâu 1 inch (2,5 cm). Tổ bao gồm một trục trung tâm có kích thước 5–6 ft (1,5–1,8 m) và phân nhánh ra nhiều ngăn. Hầu hết các ngăn con đều tập trung ở ngăn dưới cùng, thường là ngăn lớn nhất. Các tổ nằm ở nhiều quần xã sinh vật cát khác nhau. Các tổ này tạo nên một nửa toàn bộ quần thể bầy đàn của loài.

## Phân bổ

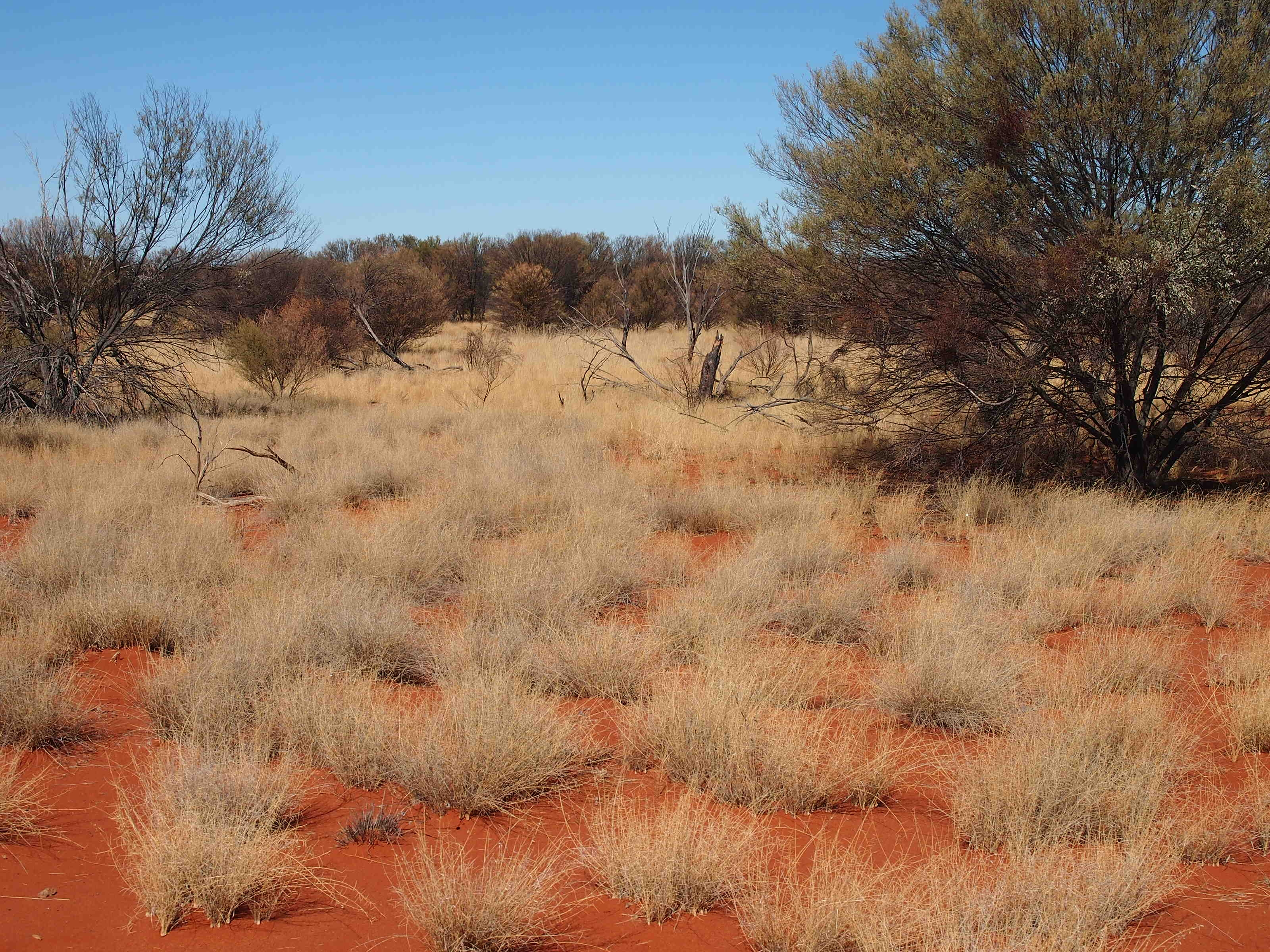
Cây mulga, nguồn thức ăn ưa thích và là nơi làm tổ của loài kiến này

C. inflatus được tìm thấy ở tất cả bảy tiểu bang của lục địa Úc, tuy nhiên phổ biến nhất ở các sa mạc miền trung Úc. Chúng thường làm tổ ở gốc cây mulga.

## Mật kiến

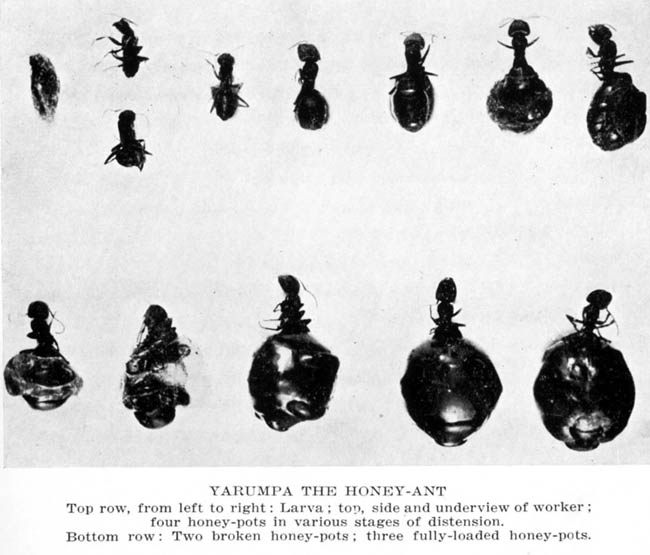
Các hình hài của kiến C. inflatus trong dạng ấu trùng, kiến thợ bình thường, kiến thợ chứa mật thu thập

C. inflatus là một phần của nhóm loài kiến chuyên biệt được gọi là kiến mật. Trong tổ, những con kiến thợ chuyên biệt được gọi là kiến thu thập, chúng dự trữ một lượng lớn thức ăn trong bụng và hoạt động như nơi dự trữ thức ăn tươi sống cho cả đàn. Những con kiến thu thập này có thể thực hiện quá trình trao đổi thức ăn và nôn thức ăn khi cần. Chúng không di chuyển và phải được những con kiến thợ khác chăm sóc và chủ yếu được tìm thấy ở các khoang sâu hơn trong tổ của chúng. C. inflatus thường thu thập mật hoa từ rệp cây trên cây mulga nhưng chúng cũng ăn mật hoa trên cây gỗ bần và hoa lồng đèn. Loài này đã là mục tiêu của nhiều nghiên cứu gần đây về mật kiến, thứ mà nhóm kiến thợ thu thập dự trữ trong bụng của chúng. Dong và cộng sự của ông vào năm 2023 đã phát hiện ra rằng mật kiến có đặc tính kháng sinh và kháng nấm, và hệ vi sinh vật đường ruột của kiến bị chi phối bởi vi khuẩn Blochmannia, giống như hầu hết các loại nấm Camponotus và Neocelosporium khác. Cụ thể, mật kiến có hoạt tính mạnh đối với vi khuẩn Staphylococcus aureus và nấm Cryptococcus, nấm Aspergillus, tuy nhiên, cơ chế và tính chất hóa học của mật kiến khác biệt đáng kể so với mật của ong mật thu thập từ jarrah và manuka. Mật kiến ít sệt và ít ngọt hơn mật ong, nhưng chứa nhiều chất chống oxy hóa.

## Sử dụng truyền thống
Người Úc bản địa đã thu hoạch mật của loài kiến này trong hàng ngàn năm để điều trị các bệnh nhẹ như đau họng hoặc nhiễm trùng. Được người Arrernte gọi là "Yarumpa", nhiều bộ lạc của người Úc bản địa thu hoạch mật kiến này với số lượng lớn, họ thường đào những khối đất cát lớn lên để xác định vị trí tổ. Họ coi đó là nguồn đường quý hiếm trong những tháng mùa khô. Theo truyền thống, chỉ có phụ nữ mới thu hoạch mật của loài kiến này trong khi đàn ông sẽ đi săn; đây cũng được coi là cơ hội quý giá để trẻ em học hỏi. Loài kiến này đã ảnh hưởng rất nhiều đến văn hóa của người Úc bản địa và nhiều truyền thống của họ xoay quanh loài kiến này.